# 345 (tal)
345 är det naturliga talet som följer 344 och som följs av 346.

## Inom vetenskapen
- 345 Tercidina, en asteroid.

## Inom matematiken
- 345 är ett udda tal
- 345 är ett sammansatt tal
- 345 är ett defekt tal
- 345 är ett sfeniskt tal